# サント・ステーファノ・デル・ソーレ
サント・ステーファノ・デル・ソーレ（伊: Santo Stefano del Sole）は、イタリア共和国カンパニア州アヴェッリーノ県にある、人口約2,200人の基礎自治体（コムーネ）。

## 地理

### 位置・広がり

#### 隣接コムーネ
隣接するコムーネは以下の通り。
- アトリパルダ
- チェジナーリ
- サン・ミケーレ・ディ・セリーノ
- サンタ・ルチーア・ディ・セリーノ、
- セリーノ
- ソルボ・セルピコ
- ヴォルトゥラーラ・イルピーナ

## 行政

### 分離集落
サント・ステーファノ・デル・ソーレには、以下の分離集落（フラツィオーネ）がある。
- Boschi, Toppolo, Macchie, Sozze di Sopra, Sozze di Sotto, San Pietro